# Aphelinoidea dolichoptera
Aphelinoidea dolichoptera is een vliesvleugelig insect uit de familie Trichogrammatidae. De wetenschappelijke naam is voor het eerst geldig gepubliceerd in 1934 door Novicky.